# Love Spider
『Love Spider』（ラブ・スパイダー）は、2011年9月21日にリリースされた、風男塾の6枚目のシングル。発売元はインペリアルレコード。

## 概要
通常盤と初回限定盤（武器屋桃太郎Ver.）（青明寺浦正Ver.）（緑川狂平Ver.）（赤園虎次郎Ver.）（流原蓮次Ver.）（瀬斗光黄Ver.）（中野風女シスターズVer.）が発売された。初回限定盤にはDVDが付属している。

## 収録曲
全曲　作詞：はなわ、編曲：成田忍

### 通常盤
1. Love Spider
  - 作曲：Angus Costanza&大智
2. ツインテールときらきらリボン（中野風女シスターズ）
  - 作曲：YUMA
3. 風にのって
  - 作曲：はなわ

### 初回限定盤
1. Love Spider
2. ツインテールときらきらリボン（中野風女シスターズ）